# 加藤武夫
加藤 武夫（かとう たけお、1883年10月14日 - 1949年4月23日）は、日本の鉱床学者・地球科学者。学位は、理学博士（1924年）。東京帝国大学名誉教授。帝国学士院会員。
東京生まれ。劇作家加藤道夫は子供、小説家加藤幸子は孫にあたる。

## 人物・生涯
役人の四男として神奈川県小田原市で生まれ、山形の資産家の養子となる。
東京帝国大学地質学科を1907年に卒業、フライベルク鉱山大学に留学（1909年 - 1911年）。明治専門学校教授（1911年 - 1920年）を経て、東京帝国大学教授（1920年 - 1944年）。1943年帝大理学部長、1945年名誉教授となる。
1924年、柵原鉱床の研究で理学博士。1937年 - 1949年、帝国学士院会員。1940年華北政務委員会の嘱託に応じて北京大学理学院名誉教授を兼職。

## 家族
- 実父・大芝直縄 ‐ 役人[1][2]
- 養父・加藤謹吾 ‐ 山形県米沢市の資産家[2]
- 妻・かつ ‐ 養父の長女。宮城高女卒。[2]
- 長男・加藤静夫(1906-1962)  ‐ 農業昆虫学者。米沢出身。福岡戸畑市で育ち、北海道帝国大学農学部農業生物学科昆虫学分科卒業後、農事試験場勤務などを経て北京大学理学院で教授となったが、敗戦で退職し、中華民国農林部華北農事試験場に留用され、帰国後GHQ農業課技術顧問、農林技官、農事試験場勤務を経て農業技術研究所病理昆虫部長。日本昆虫学会副会長も務めた。[4][5][2]
- 二男・加藤正夫 ‐ 住友石炭鉱業福祉課長。東大経済学部卒。[2][6]
- 二女・ひて ‐ 上原之節（満州国奉天博物館員を経て東京芸術大学教授）の妻。聖心女子学院出身。
- 三女・登志 ‐ 望月央（石油資源開発社員）の妻。成城高女出身。[2]
- 三男・加藤道夫
- 四男・加藤義夫 ‐ 日満鉱業社員。青山学院高商部卒。[2]
- 孫・加藤幸子 ‐ 静夫の長女。芥川賞作家。[2]

## 業績
- 火山岩の研究に始まり、日本列島、朝鮮半島、中国東北部に分布する様々なタイプの鉱床を研究し、地質構造の発展と鉱床の生成について論じて、日本の鉱床学の発展と体系化に多大な貢献をした。
- 米国の学術雑誌 Economic Geology の編集委員もつとめ、日本を代表する鉱床学者であった。
- 資源地質学会では、彼の業績を長く顕彰するため、加藤武夫賞を設け、鉱床学上の優れた研究成果をあげた会員に贈っている。
- 墓所は多磨霊園。

## 著書
- 加藤武夫編『主要鑛物百五十種分類表』冨山房、1915年。OCLC 673341548。全国書誌番号:43013519。
- 加藤武夫『鑛床地質學』冨山房、1917年。OCLC 33733436。全国書誌番号:43024708。
- 加藤武夫『自然科學地質概論』山海堂出版部、1931年。OCLC 673586396。全国書誌番号:46092169。
- 加藤武夫『新編鑛床地質學』冨山房、1937年。OCLC 33748605。全国書誌番号:46059394。
- 加藤武夫『鑛物界教科書参考書』（増訂版）冨山房、1937年。OCLC 672708537。全国書誌番号:44018430。
- 加藤武夫『地學随筆』冨山房、1938年。OCLC 672999468。全国書誌番号:46063460。
- 加藤武夫・小林貞一編『地学図集 : 教授用』目黒書店、1948年。OCLC 56087841。全国書誌番号:52011186。